# 2040 (Película)
2040 es un documental australiano estrenado en 2019 y dirigido y protagonizado por Damon Gameau. La película examina los efectos del cambio climático en los próximos 20 años y qué tecnologías, de las que existen en la actualidad, podrían revertir sus efectos.

## Crítica
2040 tuvo una respuesta positiva por parte de la crítica. De acuerdo con los datos publicados en octubre de 2021 por la página web de recopilación de reseñas Rotten Tomatoes, el 100% de los críticos consultados, 22 en total, valoraron de forma positiva la película, con una puntuación media de 7,1 sobre 10. Hay consenso entre la crítica a la hora de afirmar que «Damon Gameau, el director de 2040, logra examinar posibles soluciones para la crisis climática a partir de una fórmula de entretenimiento, ofreciendo una vía inusualmente optimista».
La reseña de Luke Buckmaster para The Guardian es mayoritariamente positiva. En ella afirma que «el alentador documental de Damon Gameau predice que nuestra mejor versión salvará el planeta, pero habría sido mejor como una serie de televisión». A  pesar de la dudosa imagen pública de Gameau en pantalla, Ben Kenigsberg, de The New York Times, se mostró sobre todo positivo, describiéndolo como una «mirada accesible, informativa y optimista hacia las soluciones de la crisis climática». En una reseña dirigida a los padres, Sandie Chen de Commonsense Media fue también positiva: calificó la película con cuatro estrellas en una reseña que recalca los valores, la educación y el mensaje positivo.
La película fue aclamada a nivel internacional, siendo seleccionada para los festivales de cine de Seattle, Estocolmo, Berlín y Gold Coast.